# Tricoma hopperi
Tricoma hopperi är en rundmaskart som beskrevs av Timm 1970. Tricoma hopperi ingår i släktet Tricoma och familjen Desmoscolecidae. Inga underarter finns listade i Catalogue of Life.